# Продуктивні сили
Продукти́вні си́ли — одне з центральних понять марксизму вчення та історичного матеріалізму. Засоби виробництва (знаряддя праці та предмети праці), за допомогою яких виробляють матеріальні блага (здійснюють матеріальне виробництво), а також люди, що здатні до праці, мають певні навички й знання і приводять у дію ці засоби та вдосконалюють їх.
Основою продуктивних сил людського суспільства на всіх етапах його розвитку є трудящі маси. Система «людина — техніка» теж належить до продуктивних сил.

## Розвиток продуктивних сил
Розвиток продуктивних сил — основа всього суспільного розвитку. Від рівня розвитку і характеру продуктивних сил, насамперед від рівня складності і досконалості знарядь виробництва, а також від виробничого досвіду, навичок і культури людей залежить продуктивність суспільної праці, ступінь панування людей над природою. Розвиток продуктивних сил лежить в основі зміни і розвитку другого елемента виробництва — виробничих відносин.
В умовах науково-технічної революції вирішальним чинником подальшого зростання продуктивних сил є впровадження у виробництво досягнень науки, яка перетворюється на безпосередню продуктивну силу.
Структура продуктивних сил включає фактори виробництва і елементи взаємодії факторів виробництва (технологія, форми і методи організації виробництва, наука та інформація, виробнича і соціальна інфраструктура, яка обслуговує фактори виробництва)
Метод вивчення продуктивних сил — це спосіб пізнання продуктивних сил, за якого чинники та результати виробництва та економічна система загалом розглядається як така, що саморозвивається на основі об'єктивних економічних законів.

## Розміщення продуктивних сил
Основним законом є обґрунтування оптимального розміщення продуктивних сил, що означає одержання якомога більшого ефекту від правильного розміщення підприємства або від найкращої територіальної організації регіону або країни.
Розміщення продуктивних сил — розподіл продуктивних сил по території відповідно до природних, соціальних і економічних умов її окремих частин і районів, що визначається особливостями суспільного й територіального поділу праці.